# Select Security Stadium
Il Select Security Stadium, chiamato per ragioni di sponsorizzazione Stobart Stadium Halton (precedentemente conosciuto come Autoquest Stadium e, più recentemente, Halton Stadium) è un impianto sportivo di Widnes, nel Cheshire, in Inghilterra.
Vi gioca le proprie partite interne il Widnes Vikings, squadra di Rugby a 13 militante nella Super League. Dal 2013 è terreno di gioco interno di due squadre di calcio femminile, l'Everton e il Liverpool. L'impianto è utilizzato anche dalla squadra dilettantistica maschile del Widnes FC e dalla squadra di football americano degli Halton Spartans.

## Storia

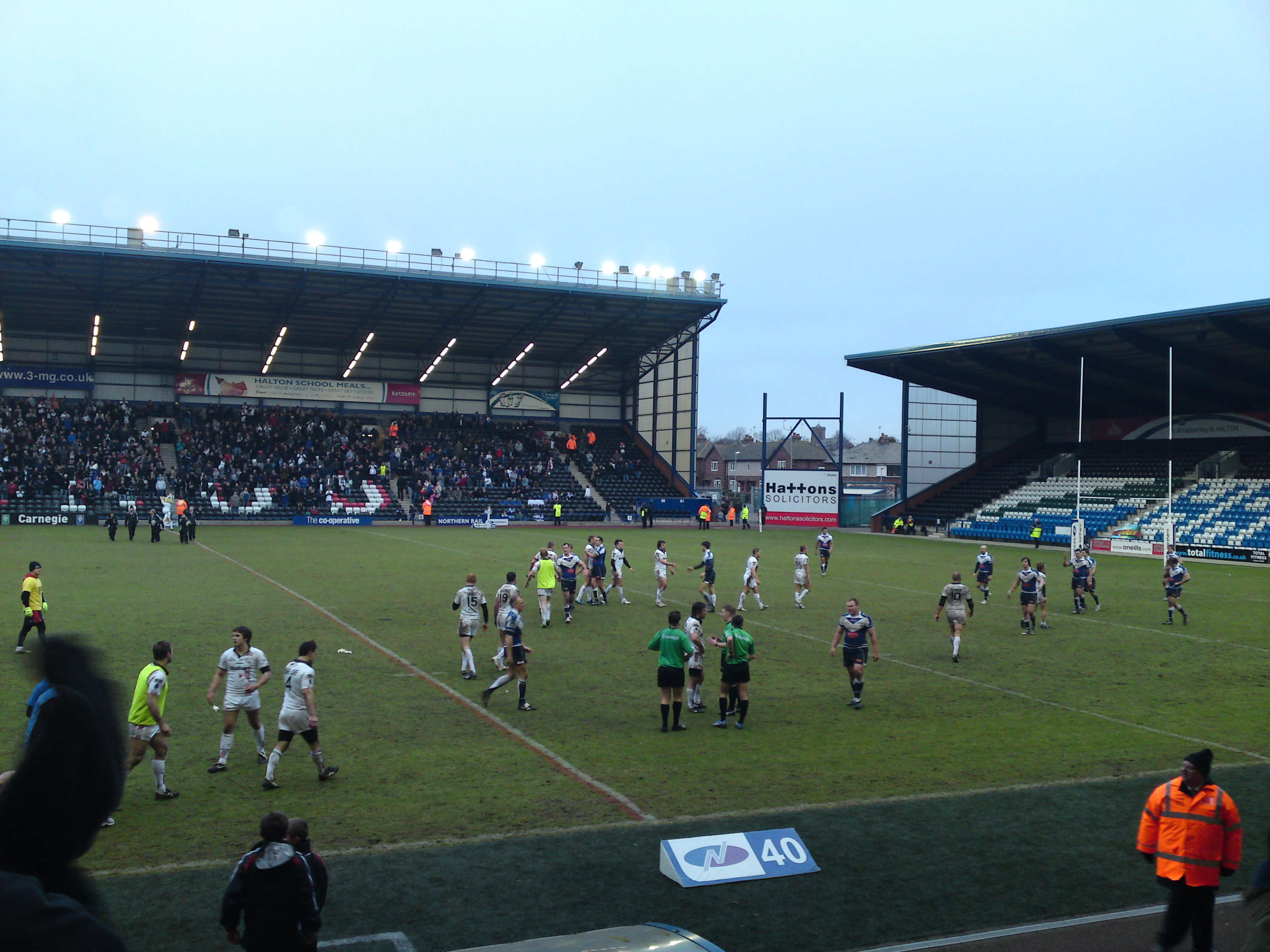
L'interno dello stadio durante una partita di rugby.

L'impianto sorge dove in passato era ubicato il Naughton Park, stadio preesistente aperto nel 1895.
Lo stadio è stato ricostruito e riaperto il 2 novembre 1997.
Nel 1999 l'intestazione dell'impianto fu cambiata in Autoquest Stadium per ragioni di sponsorizzazione, nome che rimarrà fino al 2001.
L'impianto è stato ristrutturato e ampliato nel 2005.
Nel 2008 è stato raggiunto un nuovo accordo di sponsorizzazione con la Halton Borough Council. Lo stadio è stato così nuovamente rinominato in Stobart Stadium Halton.

## Struttura
Lo stadio ha una capienza di 13.500 posti a sedere. Il terreno di gioco è in erba sintetica.
La Tribuna Sud ospita una palestra e strutture polifunzionali.